# SEPSECS
SEPSECS (англ. Sep (O-phosphoserine) tRNA:Sec (selenocysteine) tRNA synthase) – білок, який кодується однойменним геном, розташованим у людей на короткому плечі 4-ї хромосоми.  Довжина поліпептидного ланцюга білка становить 501 амінокислот, а молекулярна маса — 55 726.
| 10         |  | 20         |  | 30         |  | 40         |  | 50         |
| ---------- |  | ---------- |  | ---------- |  | ---------- |  | ---------- |
| MNRESFAAGE |  | RLVSPAYVRQ |  | GCEARRSHEH |  | LIRLLLEKGK |  | CPENGWDEST |
| LELFLHELAI |  | MDSNNFLGNC |  | GVGEREGRVA |  | SALVARRHYR |  | FIHGIGRSGD |
| ISAVQPKAAG |  | SSLLNKITNS |  | LVLDIIKLAG |  | VHTVANCFVV |  | PMATGMSLTL |
| CFLTLRHKRP |  | KAKYIIWPRI |  | DQKSCFKSMI |  | TAGFEPVVIE |  | NVLEGDELRT |
| DLKAVEAKVQ |  | ELGPDCILCI |  | HSTTSCFAPR |  | VPDRLEELAV |  | ICANYDIPHI |
| VNNAYGVQSS |  | KCMHLIQQGA |  | RVGRIDAFVQ |  | SLDKNFMVPV |  | GGAIIAGFND |
| SFIQEISKMY |  | PGRASASPSL |  | DVLITLLSLG |  | SNGYKKLLKE |  | RKEMFSYLSN |
| QIKKLSEAYN |  | ERLLHTPHNP |  | ISLAMTLKTL |  | DEHRDKAVTQ |  | LGSMLFTRQV |
| SGARVVPLGS |  | MQTVSGYTFR |  | GFMSHTNNYP |  | CAYLNAASAI |  | GMKMQDVDLF |
| IKRLDRCLKA |  | VRKERSKESD |  | DNYDKTEDVD |  | IEEMALKLDN |  | VLLDTYQDAS |
| S          |  |            |  |            |  |            |  |            |

A: Аланін

C: Цистеїн

D: Аспарагінова кислота

E: Глутамінова кислота

F: Фенілаланін

G: Гліцин

H: Гістидин

I: Ізолейцин

K: Лізин

L: Лейцин

M: Метіонін

N: Аспарагін

P: Пролін

Q: Глутамін

R: Аргінін

S: Серин

T: Треонін

V: Валін

W: Триптофан

Кодований геном білок за функціями належить до трансфераз, фосфопротеїнів. 
Задіяний у таких біологічних процесах як біосинтез білка, альтернативний сплайсинг. 
Білок має сайт для зв'язування з РНК, піридоксаль-фосфатом, тРНК. 
Локалізований у цитоплазмі.